# شهرستان ژیدان
شهرستان ژیدان (به لاتین: Zhidan County) یک شهرستان‌های جمهوری خلق چین در چین است که در یان‌آن واقع شده‌است.